# Mosè Marcia

Wappen von Mosè Marcia

Mosè Marcia (* 10. Oktober 1943 in San Sperate) ist ein italienischer Geistlicher und emeritierter römisch-katholischer Bischof von Nuoro.

## Leben
Durch den Erzbischof von Cagliari, Giuseppe Bonfigioli, empfing er am 17. Juli 1973 die Priesterweihe.
Papst Benedikt XVI. ernannte ihn am 3. Juni 2006 zum Weihbischof in Cagliari und Titularbischof von Vardimissa. Der Erzbischof von Cagliari, Giuseppe Mani, spendete ihm am 8. September desselben Jahres die Bischofsweihe; Mitkonsekratoren waren Ottorino Pietro Alberti, Alterzbischof von Cagliari, und Giovanni Cogoni, Altbischof von Iglesias.
Als Wahlspruch wählte er Dominus vexillum meum. Am 21. April 2011 wurde er zum Bischof von Nuoro ernannt und am 19. Juni desselben Jahres in das Amt eingeführt.
Papst Franziskus nahm am 2. Juli 2019 seinen altersbedingten Rücktritt an.